# 諾丁漢鎮區 (印地安納州韋爾斯縣)
諾丁漢鎮區（英語：Nottingham Township）是位於美國印地安納州韋爾斯縣的一個行政鎮區。

## 地方資料
根據2010年美國人口普查的數據，諾丁漢鎮區的面積為92.90平方千米，當中陸地面積為92.70平方千米，而水域面積為0.20平方千米。當地共有人口1062人，而人口密度為每平方千米11.43人。